# منصور النجار
منصور النجار (انگلیسی: Mansor Al-Najar؛ زادهٔ ۲۲ دسامبر ۱۹۹۴) یک ورزشکار اهل عربستان سعودی است.
از باشگاه‌هایی که در آن بازی کرده‌است می‌توان به باشگاه فوتبال الوحده عربستان سعودی اشاره کرد.